# Juan Escarré
Juan Escarré Urueña, conosciuto semplicemente come Juan Escarré (Alicante, 23 febbraio 1969), è un ex hockeista su prato e allenatore di hockey su prato spagnolo, che giocava nel ruolo di attaccante.
Nato e cresciuto sportivamente ad Alicante, è considerato il miglior giocatore spagnolo di hockey su prato di tutti i tempi e un simbolo della Nazionale spagnola (di cui è stato anche capitano), con le sue 256 presenze e i risultati conseguiti: vittoria dell'Hockey Champions Trophy nel 2004 e dei campionati europei nel 2005, oltre a un secondo posto ai Giochi olimpici di Atlanta nel 1996 e ai Mondiali nel 1998.
Nel 2004 (ancora in attività come giocatore) è diventato allenatore della nazionale spagnola Under-18.